# Oleška
Obec Oleška (dříve též Volešec či Olešec) se nachází v okrese Praha-východ (do roku 2006 v okrese Kolín) ve Středočeském kraji, zhruba 4,5 km jihovýchodně od Kostelce nad Černými lesy, 5,5 km jihozápadně od Kouřimi a 18 km východně od Říčan. Oleškou probíhá silnice I/2, spojující Prahu a Kutnou Horu. Obec sestává z pěti částí o celkové rozloze 1194 ha. Žije zde 979 obyvatel. Obcí protéká Nučický potok, který je pravostranným přítokem řeky Sázavy.

## Historie
První zmínka o Olešce pochází z roku 1348, tehdy se jednalo o malou pasteveckou vísku.

### Územněsprávní začlenění
Dějiny územněsprávního začleňování zahrnují období od roku 1850 do současnosti. V chronologickém přehledu je uvedena územně administrativní příslušnost obce v roce, kdy ke změně došlo:
- 1850 země česká, kraj Pardubice, politický i soudní okres Černý Kostelec[6]
- 1855 země česká, kraj Praha, soudní okres Černý Kostelec[6]
- 1868 země česká, politický okres Český Brod, soudní okres Černý Kostelec[6]
- 1939 země česká, Oberlandrat Kolín, politický okres Český Brod, soudní okres Kostelec nad Černými lesy [7]
- 1942 země česká, Oberlandrat Praha, politický okres Český Brod, soudní okres Kostelec nad Černými lesy [8]
- 1945 země česká, správní okres Český Brod, soudní okres Kostelec nad Černými lesy[9]
- 1949 Pražský kraj, okres Český Brod[10]
- 1960 Středočeský kraj, okres Kolín[11]
- 2007 Středočeský kraj, okres Praha-východ[12]

### Rok 1932
V obci Oleška (přísl. Bulánka, 943 obyvatel, četnická stanice, katolický kostel) byly v roce 1932 evidovány tyto živnosti a obchody: 3 autodopravci, bednář, výroba cementového zboží, 5 hostinců, kolář, 2 kováři, 3 krejčí, obchod s mlékem, 4 obuvníci, pekař, porodní asistentky, řezník, 3 obchody se smíšeným zbožím, spořitelní a záložní spolek v Olešce, 3 švadleny, 3 trafiky, 2 truhláři.

## Památky

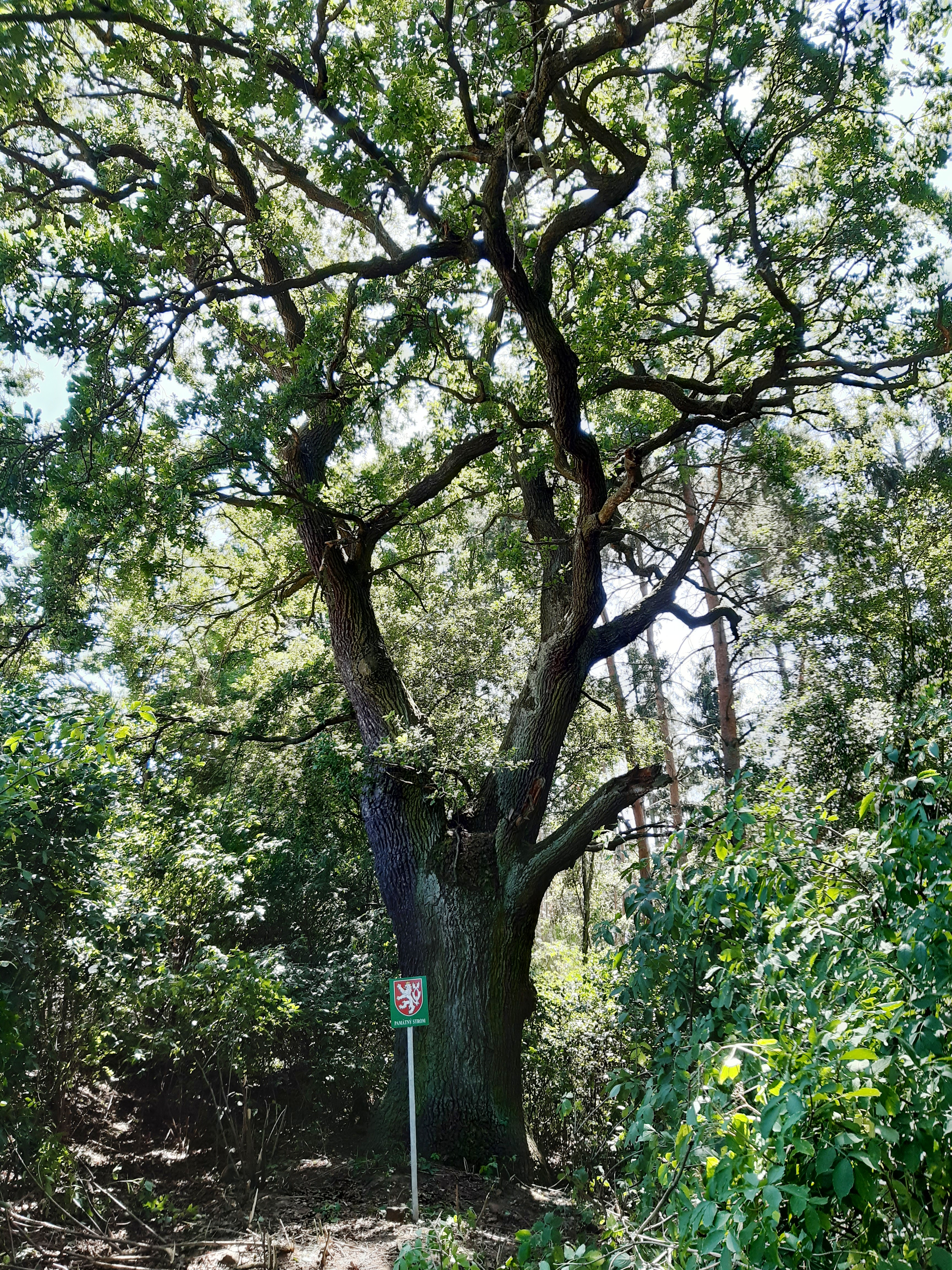
Dub u lesa při polní cestě z Olešky do Krymlova, památný strom

V obci se nachází původně raně gotický kostel Všech svatých z 3. čtvrtiny 13. století, poprvé doložený v roce 1348 v „Knize stvrzovací“, sepsané z nařízení pražského arcibiskupa Arnošta z Pardubic. V roce 1384 kostel vyhořel a následně byl opraven, jak o tom svědčí nápis na zdi kostela. V tomto roce je také zmínka o faře. Další přestavby se dočkal ve století 18. a v roce 1888, kdy bylo zejména pseudogoticky upraveno průčelí. V roce 1889 byla o jedno patro zvýšena věž. Podle dochovaných detailů presbytáře lze kostel jednoznačně datovat do období pozdní vlády Přemysla Otakara II. a je tedy jedním z nejstarších příkladů užití polygonálního závěru ve venkovském sakrálním stavitelství středočeské oblasti.

## Místní části
- Brník
- Bulánka
- Králka
- Krymlov
- Oleška

## Doprava
Obcí prochází silnice I/2 v úseku Říčany - Kutná Hora. Dále zde vedou silnice III. třídy:
- III/33320 ze silnice I/2 - Brník - Králka
- III/33322 Oleška - Brník - Dobré Pole
- III/33324 ze silnice I/2 - Krymlov - Lhotky
- III/33420 Kouřim - Bulánka - Králka - Oleška - Nučice

Železniční trať ani stanice na území obce nejsou.
V obci měly v roce 2011 zastávku autobusové linky Praha,Háje - Suchdol (v pracovních dnech 23 spojů, o víkendech 10 spojů), Kostelec nad Černými lesy - Oleška, Krymlov (v pracovních dnech 6 spojů) (dopravce ČSAD POLKOST, s.r..o.), Český Brod - Vitice - Oleška - Kouřim (v pracovních dnech 10 spojů, o víkendech 3 spoje) (dopravce Okresní autobusová doprava Kolín, s. r. o.).